# Shahar Pe'er
Shahar Pe'er (hebræisk: שחר פאר; født 1. maj 1987 i Jerusalem, Israel) er en professionel tennisspiller fra Israel.